# 김건희 (식품과학자)

김건희(1958년~)는 대한민국의 식품과학자로 덕성여자대학교 식품영양학과 교수이자, 총장 당선자이다. 김건희는 연세대학교 출신의 덕성여대 법학과 교수 출신이었으나 대학혁신지원사업 평가에 책임을 지고 사퇴한강수경에 이어 두번째 직선제 총장이자, 첫 덕성여자대학교 출신 총장으로 부임한다.

## 학력
- 덕성여자대학교 학사
- 덕성여자대학교 석사
- 뉴사우스웨일스 대학교 박사